# Antonio Catte
Antonio Catte, detto Totoni (Oliena, 17 aprile 1912 – 1949), è stato un magistrato e partigiano italiano.

## Biografia
Dopo essersi laureato all'età di soli 22 anni in Giurisprudenza, divenne magistrato due anni dopo (il più giovane d'Italia).
Esercitò la sua professione a Sassari, Firenze, Genova e Savona.
Antifascista convinto, partecipò alla Resistenza in Liguria e in Piemonte, militando nella Brigata "Savona" di Giustizia e Libertà, formazione partigiana fondata dal suo collega magistrato Nicola Panevino e a questi intitolata quando venne fucilato, il 23 marzo 1945.
Dopo la Liberazione, rientrò a Genova, dove gli venne fatta la  proposta di far parte del Tribunale Speciale che processava i fascisti.
Ben presto però dovette abbandonare la professione a causa dei problemi di salute  che  gli avevano minato il fisico durante il periodo di lotta e che si erano aggravati a guerra finita.
Rientrò ad Oliena dove morì poco dopo all'età di soli 36 anni.